# LittleBigPlanet (seria)
LittleBigPlanet – seria komputerowych gier platformowych opowiadających o szmaciance zwanej Sackboyem, wydawanych na konsole PlayStation firmy Sony, w tym PlayStation 3 oraz PlayStation 4. Wydana została również gra wyścigowa pt. LittleBigPlanet Karting oraz gra na urządzenia przenośne pt. Run Sackboy! Run!. Gry z serii głównej to dwuwymiarowe zręcznościowe gry platformowe. Seria gier zebrała oceny na poziomie 85/100 punktów w serwisie Metacritic.
| Nazwa                                  | Rok wydania | Konsola                        |
| -------------------------------------- | ----------- | ------------------------------ |
| LittleBigPlanet                        | 2008        | PlayStation 3                  |
| LittleBigPlanet PSP                    | 2009        | PlayStation Portable           |
| Sackboy's Prehistoric Moves (spin-off) | 2010        | PlayStation 3                  |
| LittleBigPlanet 2                      | 2011        | PlayStation 3                  |
| LittleBigPlanet PS Vita                | 2012        | PlayStation Vita               |
| LittleBigPlanet Karting (spin-off)     | 2012        | PlayStation 3                  |
| Run Sackboy! Run!                      | 2014        | iOS, Android, PlayStation Vita |
| LittleBigPlanet 3                      | 2014        | PlayStation 3, PlayStation 4   |
| Sackboy: A Big Adventure (spin-off)    | 2020        | PlayStation 4, PlayStation 5   |
| Ultimate Sackboy (spin-off)            | 2023        | iOS, Android                   |